# Conrad Paumann
Conrad Paumann (jméno psáno též Konrád, Konrad, Cunrat nebo Cunrad, příjmení též Pauman nebo Pawman; asi 1410 – 24. ledna 1473) byl německý raně renesanční varhaník, loutnista a hudební skladatel. Od narození slepý muž byl jedním z nejtalentovanějších hudebníků 15. století a jeho hra budila senzaci, kamkoli přišel. Patří ke skupině německých skladatelů známé jako koloristé.

## Život
Paumann se narodil v Norimberku v rodině řemeslníka. Jeho hudební schopnosti se musely projevit brzy, protože s podporou šlechtických mecenášů získal vynikající školení. V roce 1447 se stal oficiálním norimberským městským varhaníkem a radní mu dokonce zakázali odcházet z města bez jejich svolení.
Paumann nebyl jen talentovaný, ale i vzpurný, a tak v roce 1450 opustil pravděpodobně příliš svazující prostředí Norimberku a tajně odcestoval do Mnichova. Tam okamžitě dostal od vévody Albrechta III. místo dvorního varhaníka a vévoda mu také daroval dům. Mnichov pak zůstal Paumannovým domovem po zbytek života, i když začal hodně cestovat.
I když se přesné záznamy o jeho cestách nedochovaly, cestoval zjevně často a všude, kam přišel, byl nadšeně vítán; jeho věhlas jako interpreta a skladatele rostl. Milán i Neapol mu nabídly práci s atraktivními podmínkami. Po Itálii cestoval pravděpodobně kolem roku 1470, kdy milánský rod Sforzů začal kolem svého dvora shromažďovat nejlepší pěvce a skladatele Evropy: byli tam Josquin des Prez, Loyset Compère, Alexander Agricola a další; někteří z nich Paumanna možná slyšeli hrát a mohli si s ním vyměňovat hudební myšlenky. V Mantově byl Paumann pasován na rytíře; v Landshutu vystupoval pro burgundského vévodu Filipa Dobrého; v Řezně hrál pro císaře Fridricha III. Během té doby měl také mnoho studentů. Jeho vliv nepochybně přispěl k dalšímu rozvoji kultury hry na varhany a kompozice v Německu, tradice, která vyvrcholila v 18. století dílem J. S. Bacha.

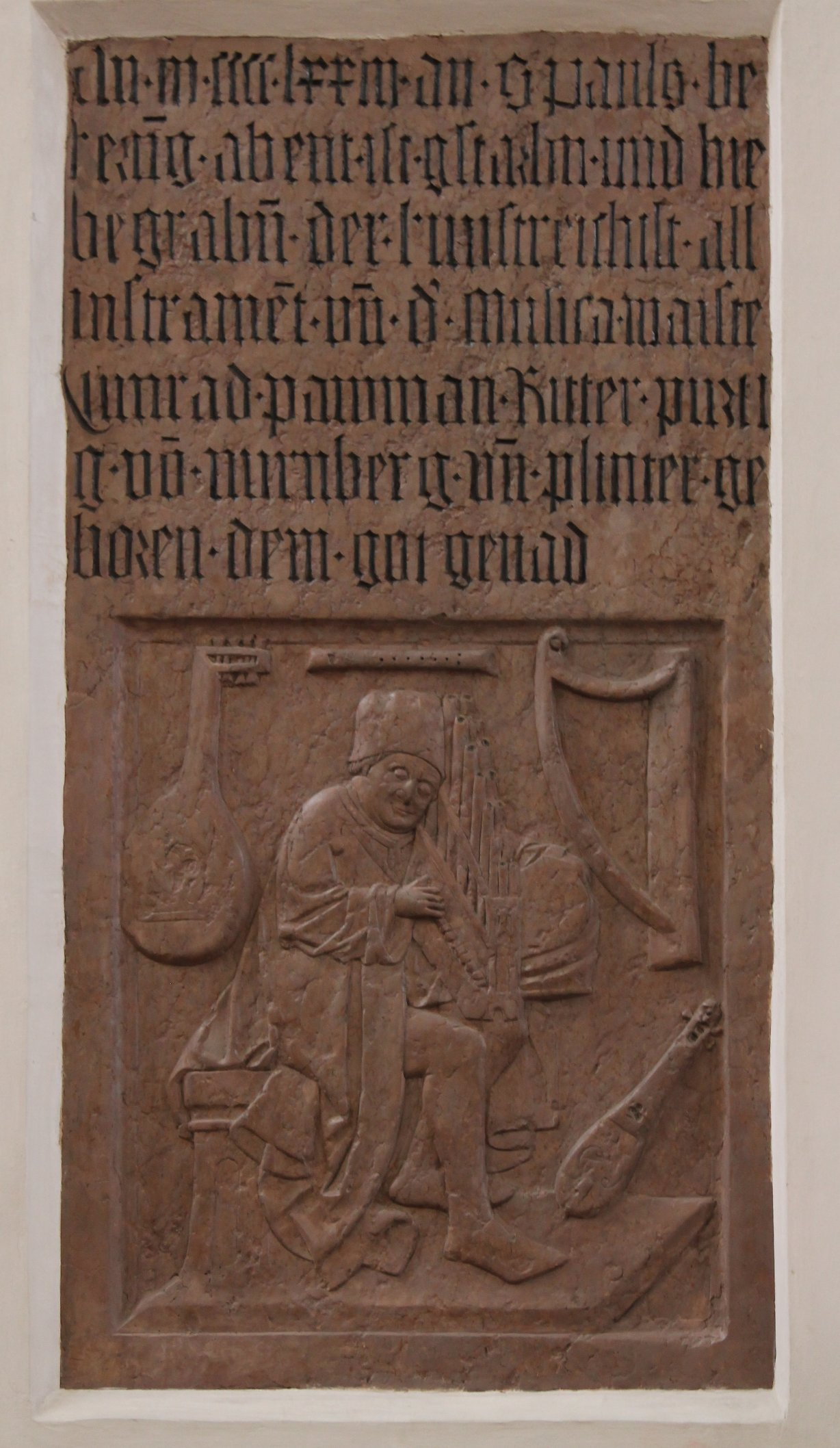
Paumannův reliéf s epitafem

Paumannův epitaf v mnichovské Frauenkirche, umístěný pod západní varhanní emporou, zní:
| „ | Roku 1473, na obrácení sv. Pavla zemřel a zde byl pohřben vynikající mistr všech hudebních nástrojů a hudby, Cunrad Pawman, rytíř, narozen jako slepý v Norimberku. Smiluj se nad ním, Bože. (An[no] MCCCCLXXIII an S. Pauls bekerung ist gestarbn und hie begraben der kunstreichist aller instrument und der musica maister Cunrad Pawman, Ritter, purtig von nurnberg und plinter geboren, dem got genad.) | “ |

Paumannův talent, jeho postižení, jeho nástroj i jeho vliv připomíná Francesca Landiniho, velkého italského skladatele žijícího sto let před Paumannem.

## Dílo a vliv
Paumann jakožto slepec nemohl svou hudbu sám zapisovat a byl asi především improvizátor. Zasloužil se nejspíš o vynález systému loutnové tabulatury v Německu; i když to nelze dokázat, zdá se to logické jak kvůli Paumannovu vlivu, tak kvůli tomu, že pomocí tabulatury lze hudbu snadno diktovat.
Většina Paumannovy hudby je instrumentální, zčásti značně virtuózní. Zachovala se pouze jedna vokální skladba, tříhlasá píseň Wiplich figur; stylově je tak blízká dobovému franko-vlámskému stylu, že se dá soudit, že Paumann znal hudbu franko-vlámských skladatelů. S největší pravděpodobností se s ní setkal na svých cestách, snad v Miláně.
Paumannovy dochované skladby jsou:
- „Fundamentum bonum trium notarum magistri Conradi in Nurenbergk“ (Universitätsbibliothek Erlangen, Manuskript 554)
- „Fundamentum magistri Conradi Paumann Ceci“ (Bayerische Staatsbibliothek München, Musik-Manuskript 3725; Buxheimer Tabulaturhandschrift); 2. verze: „Fundamentum magistri Conradi paumann Contrapuncti“, tamtéž
- „Fundamentum organisandi Magistri Conradi Paumanns Ceci de Nürenberga Anno 1452“ (Staatsbibliothek Berlin, Manuskript 40613, S. 46–68; Lochamer-Liederbuch)
- přepracování písně „Bekenne myn klag die mir an lyt“ (Buxheimer Tabulaturhandschrift)
- přepracování písně „Con lacrimae, Jeloymors“ (Je loue amors)
- přepracování písně „Ich begerr nit merr“ magistri Conradi paumann (Buxheimer Tabulaturhandschrift)
- tříhlasá tenorová píseň „Wiplich figur“ (Schedelsches Liederbuch)